# Barbata
Barbata ist eine italienische Gemeinde (comune) mit 694 Einwohnern (Stand 31. Dezember 2023) in der Provinz Bergamo, Region Lombardei. 

## Geographie

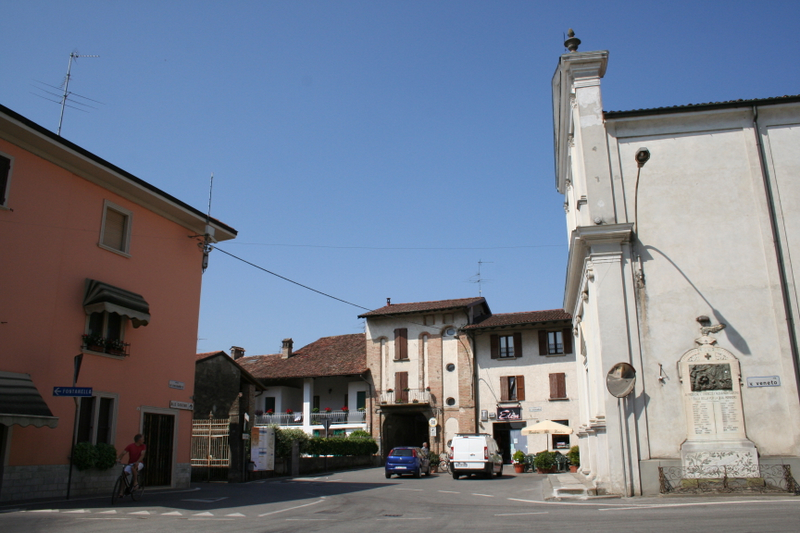
Die Piazza mit der Pfarrkirche

Barbata liegt etwa 33 km südöstlich der Provinzhauptstadt Bergamo. Ortsteile sind Cascina Scotta und Cà Fornaci. 
Die Nachbargemeinden sind Antegnate, Camisano (CR), Casaletto di Sopra (CR), Covo, Fontanella und Isso.

## Geschichte
Obwohl die Siedlung wohl schon im 13. Jahrhundert bestand, wurde der Ort erst im Lombardo-Venetischen Königreich selbständige Gemeinde mit 418 Einwohnern (1853). Die höchste Einwohnerzahl erreichte Barbata bei der ersten Volkszählung der Republik Italien im Jahre 1951 mit 942, seitdem  ist die Tendenz abnehmend.